# Епплбі (Техас)
Епплбі (англ. Appleby) — місто (англ. city) в США, в окрузі Накодочес штату Техас. Населення — 552 особи (2020).

## Географія
Епплбі розташоване за координатами 31°43′1″ пн. ш. 94°36′28″ зх. д. / 31.71694° пн. ш. 94.60778° зх. д. (31.717027, -94.607770).  За даними Бюро перепису населення США в 2010 році місто мало площу 5,58 км², уся площа — суходіл.

## Демографія
Згідно з переписом 2010 року, у місті мешкали 474 особи в 194 домогосподарствах у складі 146 родин. Густота населення становила 85 осіб/км².  Було 215 помешкань (39/км²).
Расовий склад населення:
| - 92,6 % — білих - 2,7 % — чорних або афроамериканців - 1,3 % — корінних американців - 1,3 % — азіатів - 1,9 % — осіб інших рас |

До двох чи більше рас належало 0,2 %. Частка іспаномовних становила 5,9 % від усіх жителів.
За віковим діапазоном населення розподілялося таким чином: 21,9 % — особи молодші 18 років, 65,9 % — особи у віці 18—64 років, 12,2 % — особи у віці 65 років та старші. Медіана віку мешканця становила 40,8 року. На 100 осіб жіночої статі у місті припадало 103,4 чоловіків;  на 100 жінок у віці від 18 років та старших — 100,0 чоловіків також старших 18 років.
Середній дохід на одне домашнє господарство  становив 64 842 долари США (медіана — 58 750), а середній дохід на одну сім'ю — 72 423 долари (медіана — 64 861). За межею бідності перебувало 9,1 % осіб, у тому числі 12,8 % дітей у віці до 18 років та 7,2 % осіб у віці 65 років та старших.
Цивільне працевлаштоване населення становило 256 осіб. Основні галузі зайнятості: освіта, охорона здоров'я та соціальна допомога — 29,3 %, виробництво — 13,3 %, будівництво — 8,6 %, роздрібна торгівля — 7,8 %.